# Lijst van administratieve eenheden in Sóc Trăng
Deze lijst bevat een overzicht van administratieve eenheden in Sóc Trăng (Vietnam).
De provincie Sóc Trăng ligt in het zuiden van Vietnam, dat ook wel de Mekong-delta wordt genoemd. Sóc Trăng ligt aan de Zuid-Chinese Zee. De oppervlakte van de provincie bedraagt 3311,76 km² en Sóc Trăng telt ruim 1.295.064 inwoners. Sóc Trăng is onderverdeeld in een stad en tien huyện.

## Stad

### Thành phốSóc Trăng
- Phường 1
- Phường 10
- Phường 2
- Phường 3
- Phường 4
- Phường 5
- Phường 6
- Phường 7
- Phường 8
- Phường 9

## Huyện

### Huyện Châu Thành
- Thị trấn Châu Thành
- Xã An Hiệp
- Xã An Ninh
- Xã Hồ Đắc Kiện
- Xã Phú Tâm
- Xã Phú Tân
- Xã Thiện Mỹ
- Xã Thuận Hòa

### Huyện Cù Lao Dung
- Thị trấn Cù Lao Dung
- Xã An Thạnh 1
- Xã An Thạnh 2
- Xã An Thạnh 3
- Xã An Thạnh Đông
- Xã An Thạnh Nam
- Xã An Thạnh Tây
- Xã Đại Ân 1

### Huyện Kế Sách
- Thị trấn Kế Sách
- Xã An Lạc Tây
- Xã An Lạc Thôn
- Xã An Mỹ
- Xã Ba Trinh
- Xã Đại Hải
- Xã Kế An
- Xã Kế Thành
- Xã Nhơn Mỹ
- Xã Phong Nẫm
- Xã Thới An Hội
- Xã Trinh Phú
- Xã Xuân Hòa

### Huyện Long Phú
- Thị trấn Long Phú
- Xã Châu Khánh
- Xã Đại Ngãi
- Xã Hậu Thạnh
- Xã Long Đức
- Xã Long Phú
- Xã Phú Hữu
- Xã Song Phụng
- Xã Tân Hưng
- Xã Tân Thạnh
- Xã Trường Khánh

### Huyện Mỹ Tú
- Thị trấn Huỳnh Hữu Nghĩa
- Xã Hưng Phú
- Xã Long Hưng
- Xã Mỹ Hương
- Xã Mỹ Phước
- Xã Mỹ Thuận
- Xã Mỹ Tú
- Xã Phú Mỹ
- Xã Thuận Hưng

### Huyện Mỹ Xuyên
- Thị trấn Mỹ Xuyên
- Xã Đại Tâm
- Xã Gia Hòa 1
- Xã Gia Hòa 2
- Xã Hòa Tú 1
- Xã Hòa Tú 2
- Xã Ngọc Đông
- Xã Ngọc Tố
- Xã Tham Đôn
- Xã Thạnh Phú
- Xã Thạnh Qưới

### Huyện Ngã Năm
- Thị trấn Ngã Năm
- Xã Long Bình
- Xã Long Tân
- Xã Mỹ Bình
- Xã Mỹ Qưới
- Xã Tân Long
- Xã Vĩnh Biên
- Xã Vĩnh Qưới

### Huyện Thạnh Trị
- Thị trấn Hưng Lợi
- Thị trấn Phú Lộc
- Xã Châu Hưng
- Xã Lâm Kiết
- Xã Lâm Tân
- Xã Thạnh Tân
- Xã Thạnh Trị
- Xã Tuân Tức
- Xã Vĩnh Lợi
- Xã Vĩnh Thành

### Huyện Trần Đề
- Thị trấn Lịch Hội Thượng
- Thị trấn Trần Đề
- Xã Đại Ân 2
- Xã Lịch Hội Thượng
- Xã Liêu Tú
- Xã Tài Văn
- Xã Thạnh Thới An
- Xã Thạnh Thới Thuận
- Xã Trung Bình
- Xã Viên An
- Xã Viên Bình

### Huyện Vĩnh Châu
- Thị trấn Vĩnh Châu
- Xã Hòa Đông
- Xã Khánh Hòa
- Xã Lạc Hòa
- Xã Lai Hòa
- Xã Vĩnh Châu
- Xã Vĩnh Hải
- Xã Vĩnh Hiệp
- Xã Vĩnh Phước
- Xã Vĩnh Tân